# Trixoscelis auroflava
Trixoscelis auroflava är en tvåvingeart som beskrevs av Soos 1977. Trixoscelis auroflava ingår i släktet Trixoscelis och familjen myllflugor. Inga underarter finns listade i Catalogue of Life.